# Teatro Metropolitano de Tokio
El Teatro Metropolitano de Tokio (東京芸術劇場 Tōkyō Geijutsu Gekijō?) es un complejo teatral y sala de conciertos de Tokio en Japón inaugurado en 1990. El auditorio de conciertos tiene capacidad para 2000 personas y posee un órgano de 126 tubos. 
El teatro tiene capacidad para 841 espectadores, además hay 2 teatros experimentales y salas de ensayo y exposición. 